# توني كوسكي
توني كوسكي (بالإنجليزية: Tony Koski)‏ مواليد 26 يونيو 1946، هو لاعب كرة سلة أمريكي معتزل. حمل الرقم 27. يبلغ طوله 6 قدم 9 بوصة (2.1 م). لعب مع بروكلين نتس في الدوري الأمريكي لكرة السلة للمحترفين وغيسن فورتي سيكسرز في الدوري الألماني لكرة السلة.

## روابط خارجية
- توني كوسكي على موقع سبورتس رفرنس (الإنجليزية)
- توني كوسكي على موقع كلية كرة السلة في سبورتس رفرنس.كوم (الإنجليزية)
- توني كوسكي على موقع بروبوليرز (الإنجليزية)